# Wadi-Wuraya-Schutzgebiet
Koordinaten: 25° 23′ 32″ N, 56° 17′ 20″ O

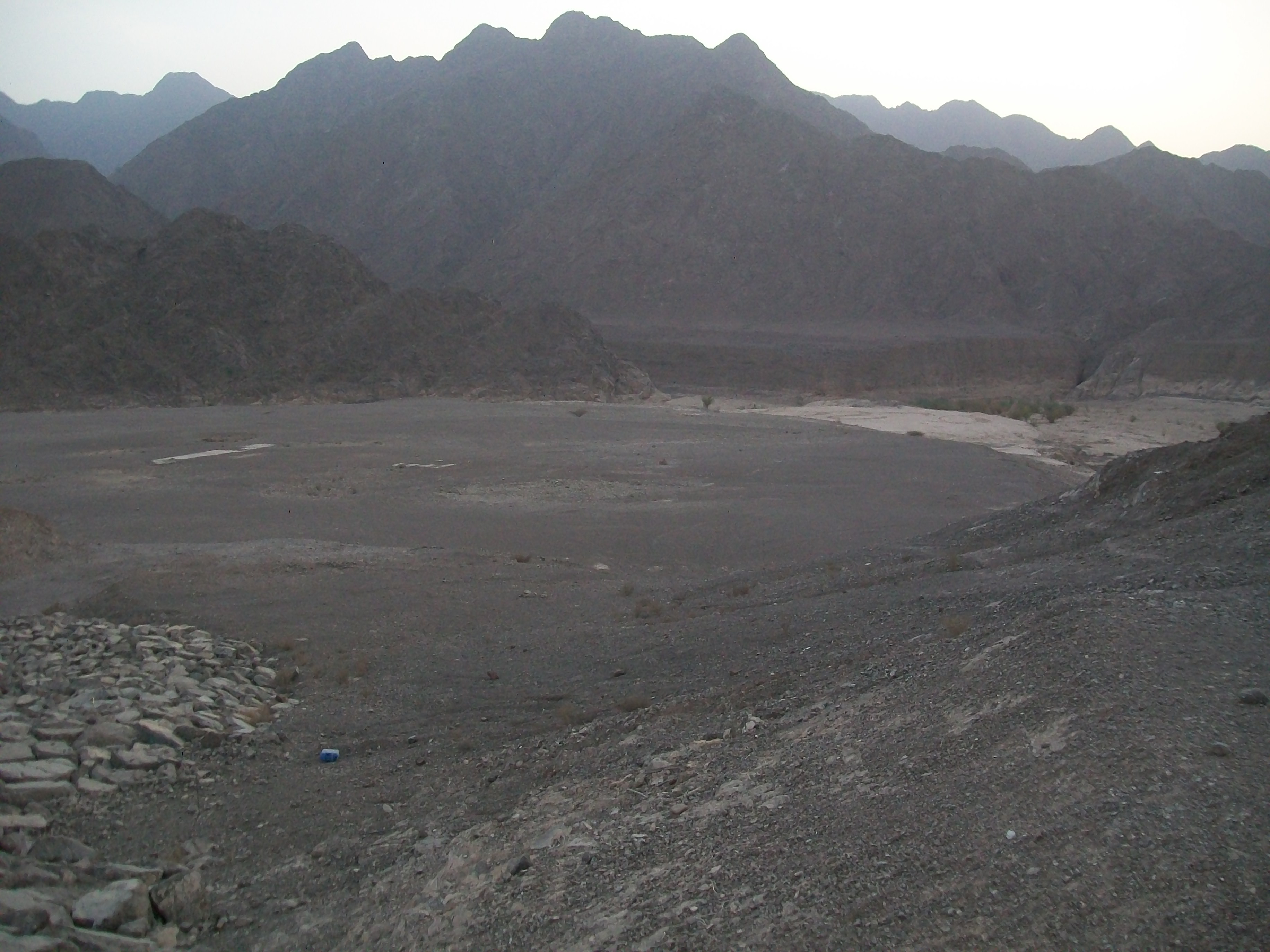

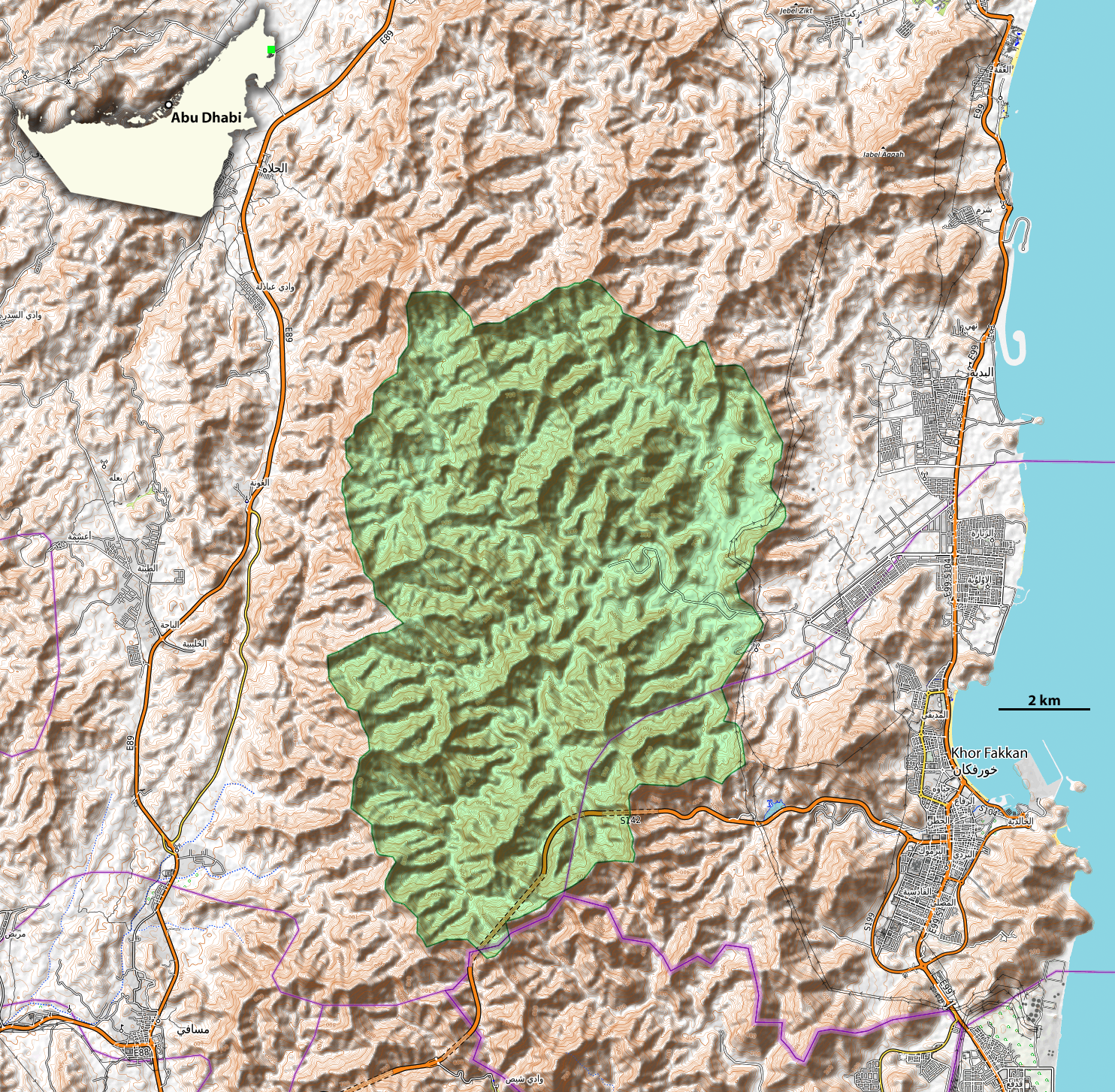
Umgebungskarte (Schutzgebiet hellgrün)

Das Wadi-Wuraya-Schutzgebiet (arabisch وادي الوريعة, DMG Wādī al-Wuraiʿa) liegt in den Vereinigten Arabischen Emiraten im nördlichen Teil des Emirats Fudschaira in der Küstenregion des Golfs von Oman einige Kilometer vor der Küste, bereits im Hadschar-Gebirge, einige Kilometer südwestlich des Küstendorfes al-Bidiya. Es umfasst eine Fläche von 129 Quadratkilometern und wurde am 16. März 2009 durch Scheich Hamad ibn Muhammad asch-Scharqi eingerichtet. Damit ist es das erste Gebirgsschutzgebiet der Vereinigten Arabischen Emirate.

## Klima, Geographie und Vegetation
Das Klima ist extrem heiß und trocken. Im Sommer können die Temperaturen auf bis zu 50 °C steigen. Im Winter ist es kühler. In dieser Zeit erhält das Gebiet auch die größten Niederschläge. Die durchschnittliche Jahresniederschlagsmenge des Gebietes liegt bei etwa 180 mm. Das Gebiet umfasst trockenes Bergland, in dem aber auch Gewässer mit teilweise sehr sauberem Wasser liegen. Einmalig für Wadi Wuraya sind Wasserfälle, die nicht austrocknen. Die höchste Erhebung liegt 956 m über dem Meeresspiegel. Das Gebiet beherbergt etwa 300 verschiedene Pflanzenarten. Darunter fallen größere Gehölze, wie etwa Akazien am meisten auf.

## Tierwelt
Im Reservat leben einige der seltensten Säugetiere der Welt. So bildet es eine der drei weltweit letzten Hochburgen des seltenen Arabischen Tahrs. Mit Kamerafallen konnte eine seltene Unterart der Wildkatze (Felis silvestris gordoni) nachgewiesen werden. Auch der Wüstenluchs, die Arabische Berggazelle (Gazella gazella cora), der Afghanfuchs sowie möglicherweise noch einige Exemplare des Arabischen Leoparden (Panthera pardus nimr) kommen im Gebiet vor. Von den zwölf nachgewiesenen Säugetierarten sind 60 % bedroht. Darüber hinaus beherbergt das Reservat 75 Vogelarten und 17 Reptilien- beziehungsweise Amphibienarten.
So konnten insgesamt sieben verschiedene Typen von Süßwasser-Lebensräumen nachgewiesen werden.